# Berta de Kent
Berta de Kent, dita Santa Berta ou Santa Aldeberga (Nêustria,  569 — Cantuária, 612) foi a rainha do Reino de Kent cuja influência levou à introdução do cristianismo na Inglaterra anglo-saxônica. Ela foi canonizada como santa por este papel no estabelecimento do cristianismo durante este período da história inglesa.

## Biografia
Berta era filha de Cariberto I, o rei de Paris merovíngio e de sua esposa Ingoberga. Quando ela se casou com o rei pagão Etelberto de Kent, ela levou consigo seu capelão, Leotardo, para sua nova morada. Ela restaurou uma igreja em Cantuária, que datava do período romano, dedicando-a a São Martinho. A atual Igreja de São Martinho ocupa o mesmo local. Agostinho de Cantuária, cuja missão gregoriana foi enviada pelo Papa Gregório I para pregar o Evangelho na Inglaterra em 596 deve muito de sua recepção amigável à influência de Berta.
Os registros anglo-saxões indicam que Santa Berta teve dois filhos:
- Eadbaldo de Kent, que sucedeu seu pai.
- Etelburga de Kent, que se casou com Eduíno da Nortúmbria.